# Gesundheitsakademie
Die GesundheitsAkademie e.V. ist ein Zusammenschluss von Personen, Initiativen und Institutionen im Gesundheitsbereich. Sie unterstützt gesundheitsfördernde Kompetenzen, unabhängige Patienteninformation und -beratung, ein sozial-ökologisches Gesundheitsverständnis sowie eine solidarische und gerechte Gesundheitspolitik.

## Geschichte
Die GesundheitsAkademie ist ein 1989 gegründeter, bundesweiter, gemeinnütziger, eingetragener Verein. Gesundheitsläden, Gesundheitsinitiativen und Einzelpersonen aus der Gesundheitsbewegung haben diesen Verein gegründet, um die Ansätze und Erfahrungen der bundesweiten Gesundheitstage aufzugreifen und in Praxis- und Politikentwicklung im Gesundheitsbereich umzuwandeln.

## Aktivitäten
Die inhaltliche Arbeit erfolgt weitgehend in themenbezogenen Arbeitsgruppen, im Vorstand und in Tagungen und wird von der Geschäftsstelle koordiniert. Die Handlungsfelder des Vereins sind in drei Bundesarbeitsgemeinschaften gebündelt:
- die BAG Patientenstellen, Patientenberatung und Patientenbeteiligung (BAGP),
- die BAG Gesundheitsförderung und Prävention (BAGG) und
- die BAG Lebenskultur und Gesundheitspolitik (BAGL).

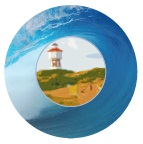
Logo der WogE

Die GesundheitsAkademie versteht sich als Visionenwerkstatt und als kritische Begleiterin von innovativen Projekten. Publikationen, Seminare und Veranstaltungen sollen diese Ideen transportieren und zur Diskussion stellen. Seit 2015 veranstaltet die GesundheitsAkademie einmal jährlich auf der Nordseeinsel Langeoog eine Woche zur gesunden Entwicklung (kurz WogE), die aktuelle Themen aufgreift und persönliche und sozialökologische Perspektiven aufzeigt.

## Kooperationspartner
Die GesundheitsAkademie sucht bei allen Aktivitäten die Zusammenarbeit mit anderen engagierten Personen, Initiativen, Projekten und Institutionen. Kooperationspartner sind z. B. das Paritätische Bildungswerk, die Gewerkschaft ver.di, Patientenorganisationen, das PatientInnen-Netzwerk NRW, gesundheit-aktiv e.V., gesundheitsziele.de, die Spitzenverbände der Krankenversicherung, wissenschaftliche Institute, Hochschulen für Gesundheit und Universitäten und die Bundesarbeitsgemeinschaft der Seniorenorganisationen BAGSO e.V.

## Mitgliedschaften
Die GesundheitsAkademie e.V. ist Mitglied im Aktionsbündnis Patientensicherheit (APS) e.V., der BAGSO e.V., der Bundesvereinigung Prävention und Gesundheitsförderung (BVPG) e.V., dem Paritätischen NRW e.V. sowie bei gesundheitsziele.de (Kooperationsverbund für die Entwicklung nationaler Gesundheitsziele).